# Bulowice
Bulowice (deutsch Bulowitz) ist eine Ortschaft mit einem Schulzenamt der Gemeinde Kęty im Powiat Oświęcimski der Woiwodschaft Kleinpolen in Polen.

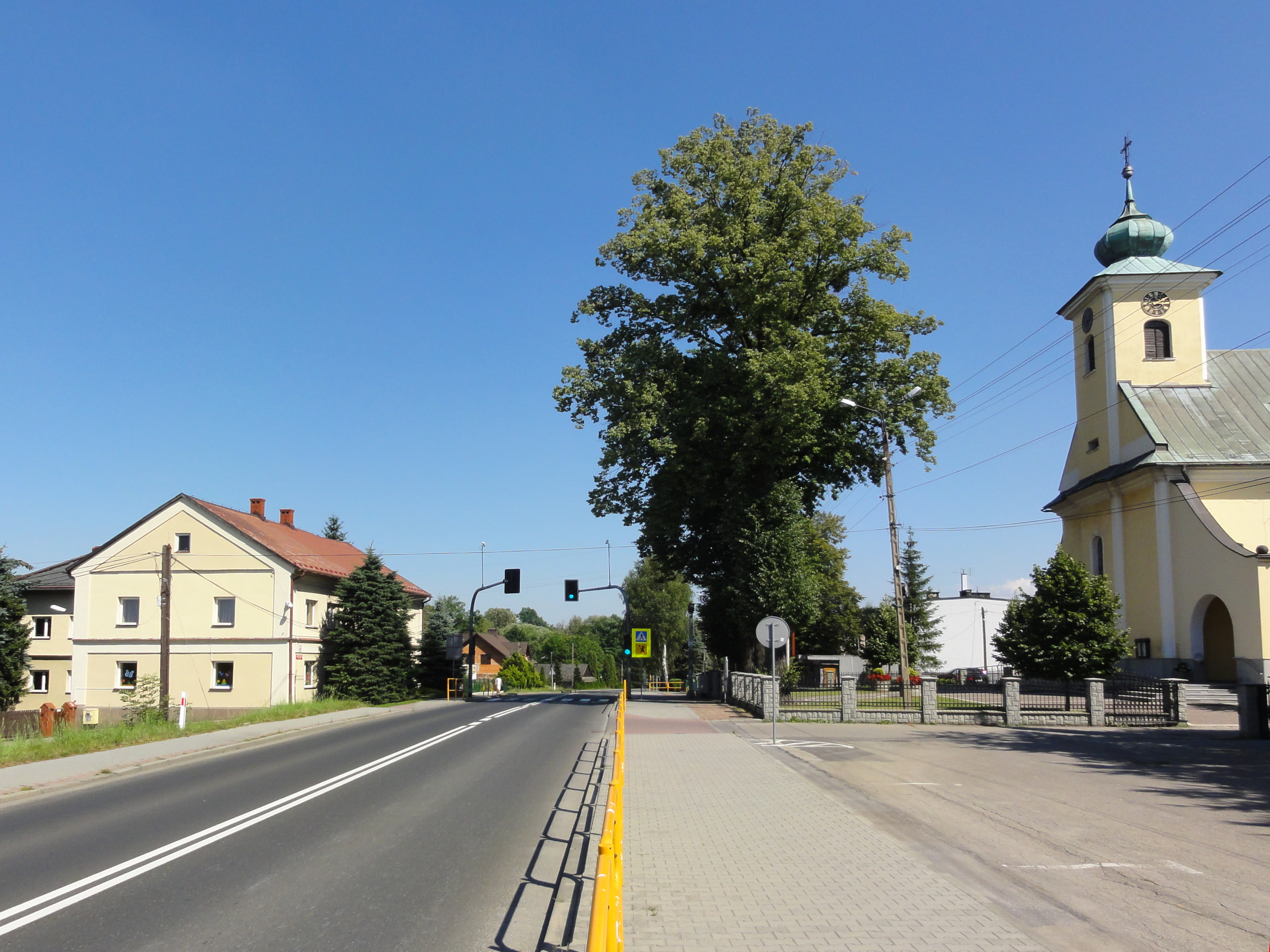
DK52, Kirche und Kindergarten in Bulowice

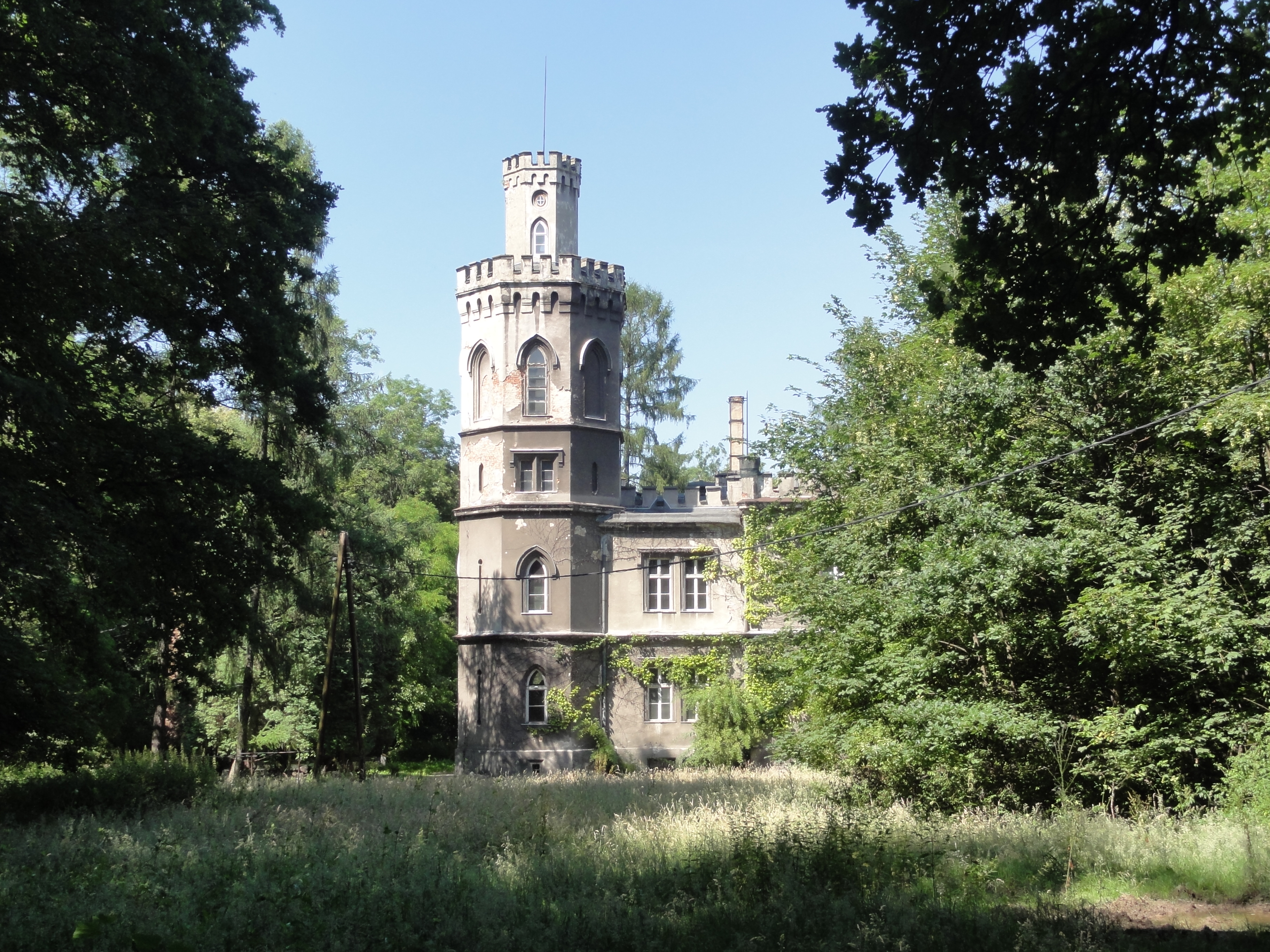
Larisch-Palast

## Geografie
Bulowice liegt an der Grenze des Auschwitzer Beckens (im Norden) und des Schlesischen Vorgebirges (im Süden), am Bach Bulówka.
Das Dorf hat eine Fläche von 1855,1 ha.
Nachbarorte sind die Stadt Kęty im Westen, Witkowice und Nidek im Norden, Wieprz im Osten, die Stadt Andrychów und Roczyny im Südosten sowie Czaniec im Süden.

## Geschichte
Der Ort wurde 1377 erstmals urkundlich erwähnt, als es im Besitz von Rachnowski de Bulyvycz[e] war. Der Name ist patronymisch abgeleitet vom Personennamen Bul (vergleiche bula, bul´a – Schwellung, Beule) mit typischem westlawischen Suffix -(ow)ice.
Politisch gehörte das Dorf ursprünglich zum Herzogtum Auschwitz unter Lehnsherrschaft des Königreichs Böhmen. Im Jahre 1457 wurde das Herzogtum mit dem Dorf Bulowicze vom polnischen König abgekauft. 1564 wurde Bulowice als Teil des neuen Kreises Schlesien der Woiwodschaft Krakau an das Königreich Polen, ab 1569 die polnisch-litauischen Adelsrepublik, völlig inkorporiert.
Bei der Ersten Teilung Polens kam Bulowice 1772 zum neuen Königreich Galizien und Lodomerien des habsburgischen Kaiserreichs (ab 1804). Ab 1782 gehörte das Dorf zum Myslenicer Kreis (1819 mit dem Sitz in Wadowice). Nach der Aufhebung der Patrimonialherrschaften bildete es ab 1850 eine Gemeinde im Bezirk Biała und Gerichtsbezirk Kęty. Zu dieser Zeit siedelte sich im Dorf Edmund Larisch an, der einen neogotischen Palast im englischen Stil nach dem schottischen Huntly Castle für seine Frau Jessey Mapeltoft-Paterson baute.
1918, nach dem Ende des Ersten Weltkriegs und dem Zusammenbruch der k.u.k. Monarchie, kam Bulowice zu Polen und an die Woiwodschaft Krakau. Unterbrochen wurde dies nur durch die Besetzung Polens durch die Wehrmacht im Zweiten Weltkrieg. Es gehörte dann völkerrechtswidrig zum Landkreis Bielitz im Regierungsbezirk Kattowitz in der Provinz Schlesien (seit 1941 Provinz Oberschlesien).
Nach dem Krieg wurde der Palast verstaatlicht und wurde zu einem Sanatorium, dann für Drogentherapie benutzt. Ab 2008 ist der Palast verlassen und die Familie Larisch strebt die Wiedergewinnung des Palasts an.
Von 1975 bis 1998 gehörte Bulowice zur Woiwodschaft Bielsko-Biała.

## Verkehr
Durch Bulowice verläuft die Staatsstraße DK 52, die Bielsko-Biała mit Kraków verbindet.